# Битка код Тексела
Тексел (хол. Texel) је холандско острво у Северном мору, из групе Фризијска острва, на западном улазу у Зојдерско море. Дугачко је 22, а широко 12 километара, површине око 184 квадтраних километара са 13546 становника. Главни град је Ден Берх.
У близини Тексела - код града Кампердуина - у Трећем англо-холандском рату 21. августа 1673. године вођена је битка између холандске и англо-француске (савезничке) флоте.

## Ситуација пред битку
Савезници су јула 1673. године опремили флоту од 90 линијских бродова и фрегата и 28 брандера са десантним трупама од око 8000 војника и концентрисали око 30 000 војника на ушћу Темзе под командом принца Руперта од Рајне. У исто време је у Денкерку био спреман за покрет ка Низоземским провинцијама један француски корпус. Тиме је Холанђанима постало дефинитивно јасно да је спреман концентрични напад са копна и са мора, са циљем да да се отсече довоз и да се Низоземске провинције дефинитивно савладају.
Намесник-штатхалтер је 12. август12. августа лично дошао на заставни брод холандске флоте под командом адмирала Михила де Ројтера ради саветовања како да се сузбије ова новонастала опасност. Тада је одлучено да овог пута само залагање целокупне флоте и свих њених припадника може да спасе низоземску нацију која се налазило практично на ивици уништења. Адмирал де Ројтер је примио наређење да „савезничке флоте нападне што пре то боље, како би са Божијом помоћу принудио непријатеља, да напусти обалу Холандије чиме би опет постала слободна за очекиване транспорте из Источне Индије и све остале бродове“.
Де Ројтер је испловио са 75 линијских бродова и фрегата, 22 брандера у намери да нападом на противничку флоту спречи искрцавање десанта и обезбеди упловљавање конвоја из Источне Индије. Пред испловљавање је позвао посаде да „за отаџбину, за страу слободу, за намесника, за жене и децу заложе своје животе“.

## Битка
Принц Руперт је хтео да искористи повољан ветар са запада и да са целом англо-француском флотом нападне холандску флоту. Међутим, де Ројтер је вештим маневреом избегао сукоб, јер није хтео да прими битку под тако неповољним околностима. Током ноћи је ветар променио смер на југоисточни, што је веома погодовало холандској флоти.
Холандска флота је започела напад из приветрине на англо-француску флоту у зору 21. августа док је хиљаде знатижењника посматрало са обале. Обе флоте су биле подељене у три ескадре - претходница, центар и заштитиница са по 30 бродова, док је холандска претходница је имала 12 бродова, главнина 30 а заштитиница. Претходница холандске флоте под вођством искусног вецеадмирала Адриана Банкерта је тежила да вештим маневром одвуче противничку претходницу под командом Маршала Француске Жан II д'Естреа што даље од осталих ескадри које су отпочеле бој на малим одстојањима. Холандска заштитиница под заповедништвом адмирала Корнелиса Тромпа напала је енглеску заштитницу којом је командовао вицеадмирал Едвард Спрејџи. Развила се тако оштра борба да су обе ескадре заостале. На тај начин је де Ројтерова средња ескадра остала сама против енглеске главнинкојом је руководио принц Руперт од Рајне.
Битка се претворила у самосталне бојеве ескадри. При томе је најмања од свих холандска претхоница одиграла најважнију улогу, одмамивши савезничку претходницу - француску ескадру - са попришта. Французи су се надали лакој победи над малобројнијим противником а бројнија француска претходница успела је да опколи холандску. У оштрој борби која се развила вицеадмирал Банкерт је вештим маневром пробио француску линију и упутио се у помоћ де Ројтеру. Потпуно збуњени Французи су заостали док је холандска претходница пловила пуном брзином низ ветар и прикључила се ескадри адмирала де Ројтера, тиме променивши однос снага на тежишту битке у корист холандске флоте. Дошавши са леђа снагама принца Руперта енглеска флота се изненада нашла у тешком положају.
Принц Руперт, нашавши се укљештен између две холандске ескадре, после вишесатне тешке борбе кренуо је ка својој заштитници под командом вицеадмирала Спрејџија, са којом се борио вицеадмирал Тромп, али су га де Ројтер и Бенкерт пратили. Након неколико часова и француска ескадра се најзад средила и почела да улази на поприште. Због тога али и скорим падом мрака, де Ројтер је прекинуо битку и упутио се иза својих плићака а савезничка флота је обуставила гоњење и отпловила ка енглеској обали. Тиме је Низоземска била спашена.
Вештина вецеадмирала Адриана Банкерта и извесна неспособност Маршала Француске Жан II д'Естреа омогућиле су холандској флоти да оствари класичан пример концентрације надмоћних снага против најважнијег дела противничке формације.
Савезничка флота се повукла а њихових 12 бродова је једва пловило због покиданих катарки. Холанђани су имали око 1000 мртвих а англо-француске снаге око 2000. Битком код Тексела, иако је уништено само неколико брандера, холандска флота је мањим снагама постигла победу и остварила стратегијски циљ ~ спречила је десант на холандску обалу.